# Bévercé

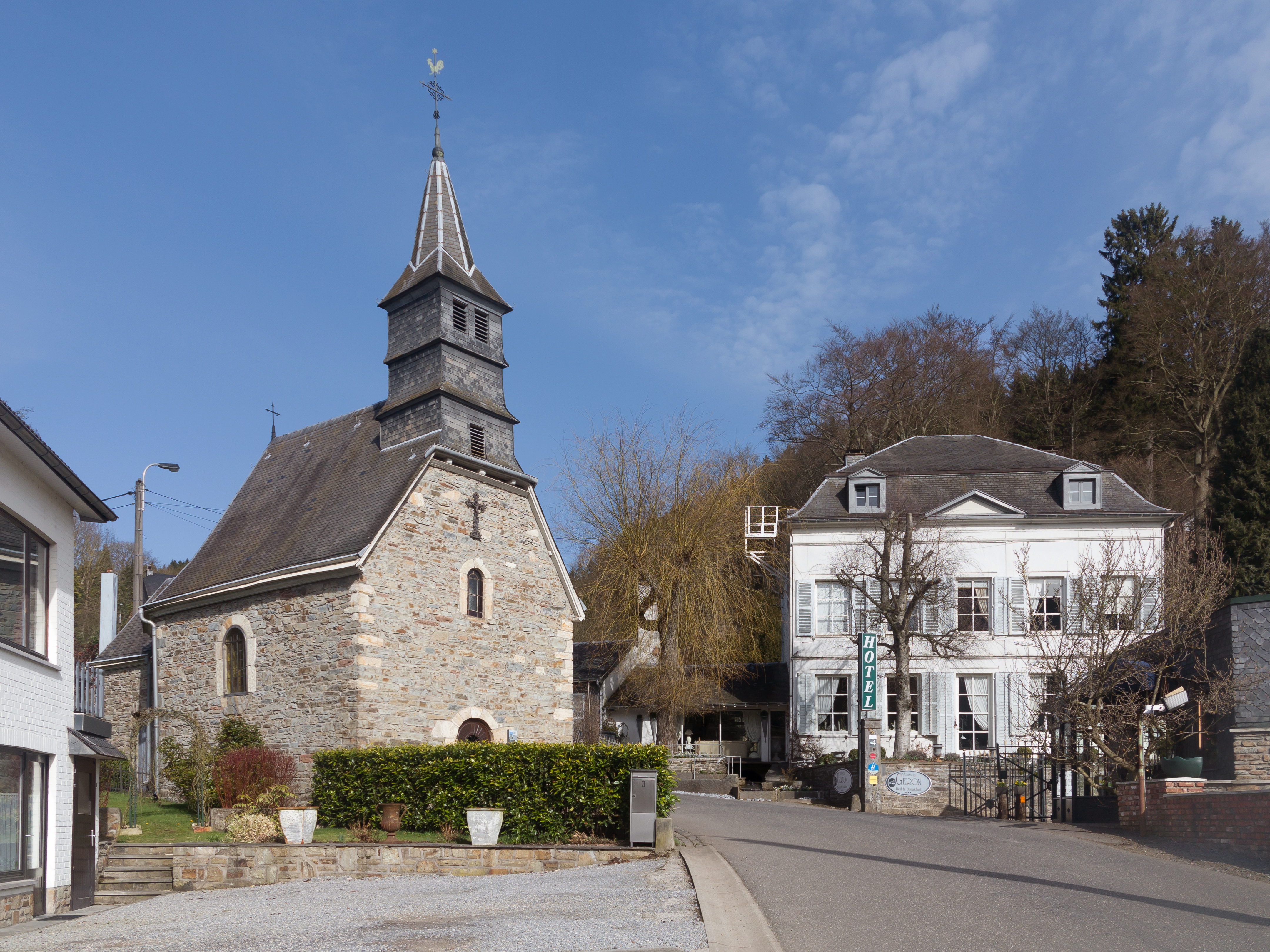
Kapelle Saint-Antoine

Bévercé (dt. Wywertz) ist seit der Gemeindefusion von 1977 eine Teilgemeinde der belgischen Stadt Malmedy in den Ostkantonen. Die ehemalige Gemeinde liegt zwei Kilometer nördlich von Malmedy-Zentrum am Fluss Warche, an der Grenze zum Hohen Venn.
Unter preußischer Verwaltung erhielt Bévercé den Namen Wywertz. Heute ist die Umgebung der Gemeinde touristisch erschlossen, mit Wanderwegen und Mountainbike-Strecken.
Bekannt ist auch der Steinbruch des Ortes, der Carrières de la Warche.

## Sehenswürdigkeiten

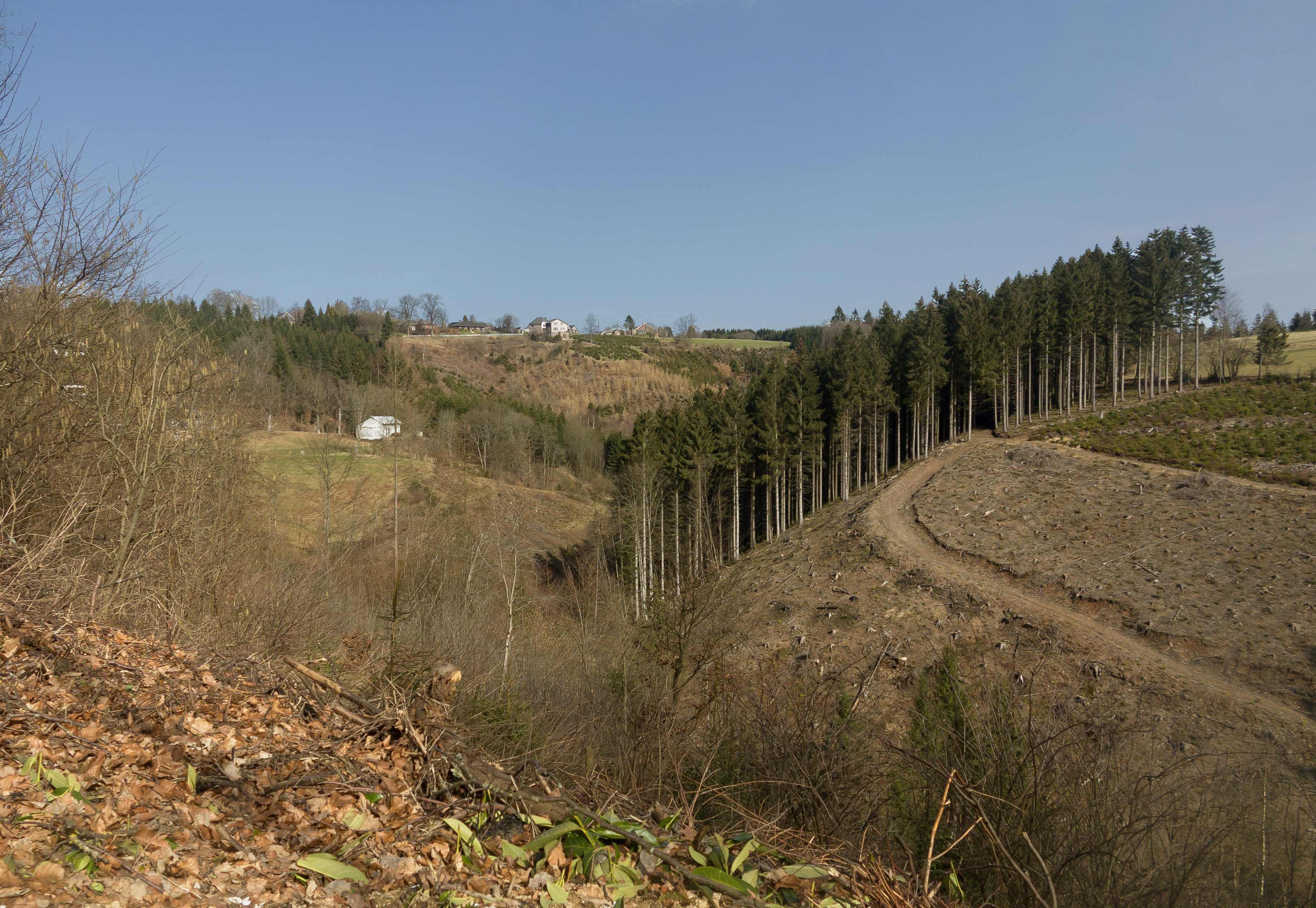
In der Nähe von Bévercé
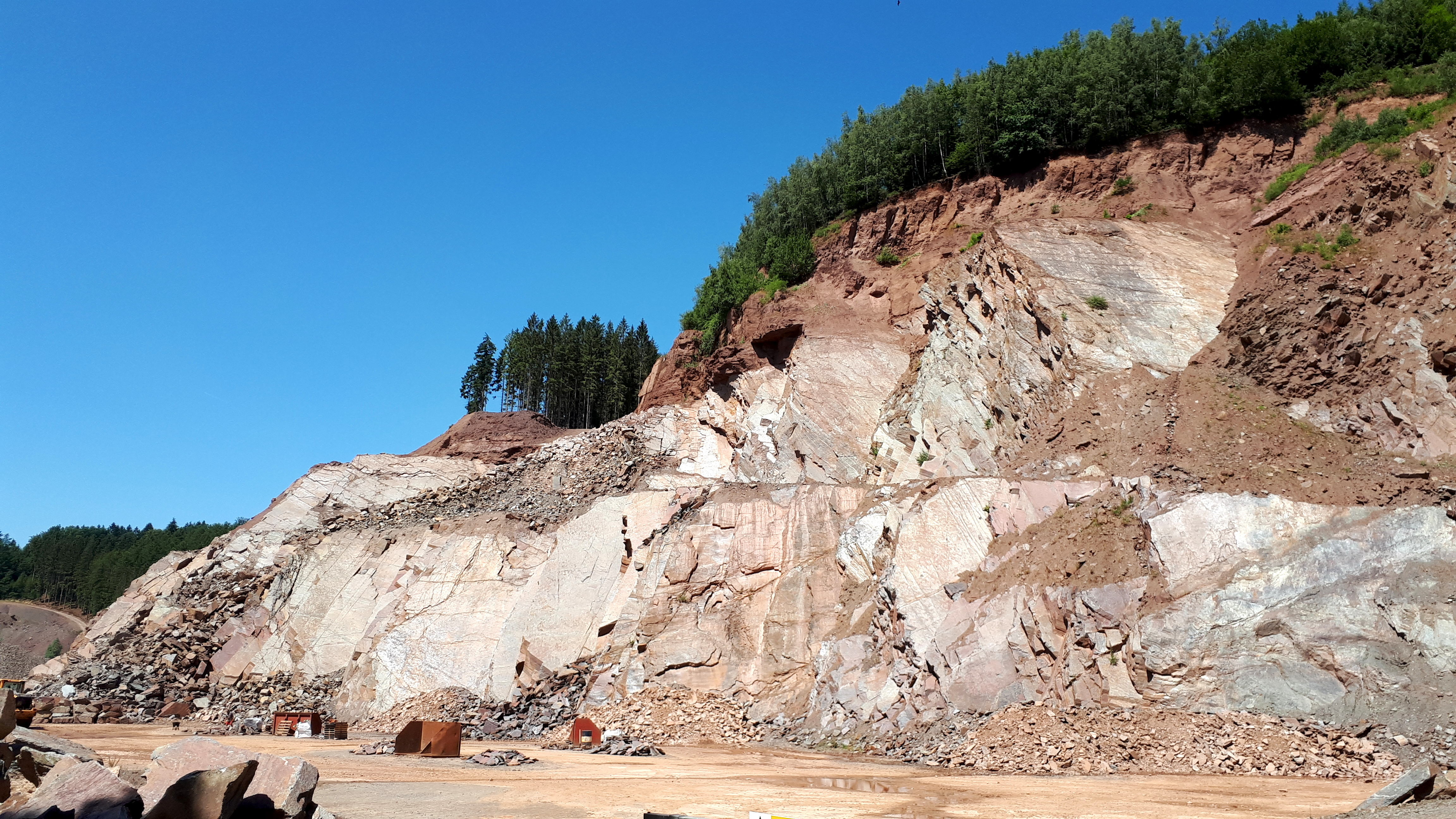
Carrière de la Warche

- Kapelle Saint-Antoine

## Persönlichkeiten
- Bruno Albert (* 1941), Architekt
- Hermann Huppen (* 1938), Comiczeichner